# Formin, Gorišnica
Formin este o localitate din comuna Gorišnica, Slovenia, cu o populație de 321 de locuitori.